# HMS Erebus (I02)
Pour les autres navires du même nom, voir HMS Erebus.
Le HMS Erebus est un monitor lancé le 19 juin 1916 et qui sert durant les deux guerres mondiales. Avec son sister-ship, HMS Terror, ils composent la classe Erebus. Leurs noms sont ceux de deux galiotes à bombe perdues dans les glaces en 1845 en cherchant le passage du Nord-Ouest.
Les monitors sont des navires au faible tirant d'eau, très stables, portant une artillerie puissante et destinés aux bombardements côtiers dans des eaux peu profondes. Ils ne sont pas conçus pour prendre part à des batailles navales.

## Caractéristiques
Le HMS Erebus est équipé d'une tourelle de deux canons de 381 mm,. Ces canons peuvent lancer à 36 km des obus pesant 870 kg.
Il est destiné à contrebattre les batteries côtières allemandes en restant lui-même hors de portée. Il possède aussi une protection contre les torpilles sous la forme d'un renfort le long de sa ligne de flottaison (torpedo-bulge).

## Carrière

### Première Guerre mondiale
Il sert à bombarder les défenses de Zeebruges et Ostende. Le 28 octobre 1917 il est endommagé par un canot explosif téléguidé allemand, de type Fernlenkboot, mais son torpedo-bulge le protège efficacement.

### Entre-deux-guerres
Il sert en mer Blanche, bombardant, par exemple, le fort de Krasnaïa Gorka en octobre 1919, et en mer Baltique. En juillet 1921, il est de retour à Portsmouth.
Il bénéficie d'une refonte en 1939, ce qui lui permet de participer à la Seconde Guerre mondiale.
En 1939, il est basé à Portsmouth, pour l'école de canonnage et sert de navire-école pour les cadets de la Royal Navy.

### Seconde Guerre mondiale
Le HMS Erebus reprend du service en mer Méditerranée. Il bombarde Tobrouk et est endommagé lors du débarquement en Sicile.
Il participe au débarquement de Normandie, dans le secteur de Utah Beach, bombardant la batterie de Gatteville (6 canons de 155 mm) et celle de La Pernelle (3 canons de 170 mm et 6 de 105 mm). La précision de son tir peut être appréciée par le fait qu'il réussit à détruire la casemate 2 de la batterie de Saint-Marcouf par un coup direct,.
Il perd un de ses deux canons par déflagration prématurée de l'un de ses obus.
En août 1944, il participe au bombardement du Havre, dans le cadre de l'opération Astonia. En novembre 1944, il appuie le débarquement sur Walcheren.
En 1946, il est retiré du service et démoli en 1947.

## Source
- (en) Cet article est partiellement ou en totalité issu de l’article de Wikipédia en anglais intitulé « HMS Erebus (I02) » (voir la liste des auteurs).